# Dołyna (obwód kijowski)
Dołyna (ukr. Долина) – wieś na Ukrainie, w obwodzie kijowskim, w rejonie obuchowskim. W 2001 roku liczyła 473 mieszkańców.
W pobliżu wsi odnaleziono ślady osadnictwa z fazy wczesnej kultuy czerniachowskiej. Pierwsze wzmianki o miejscowości pochodzą z połowy XVII wieku. W czasach radzieckich w miejscowości znajdowała się siedziba kołchozu im. Kalinina.